# かずら橋

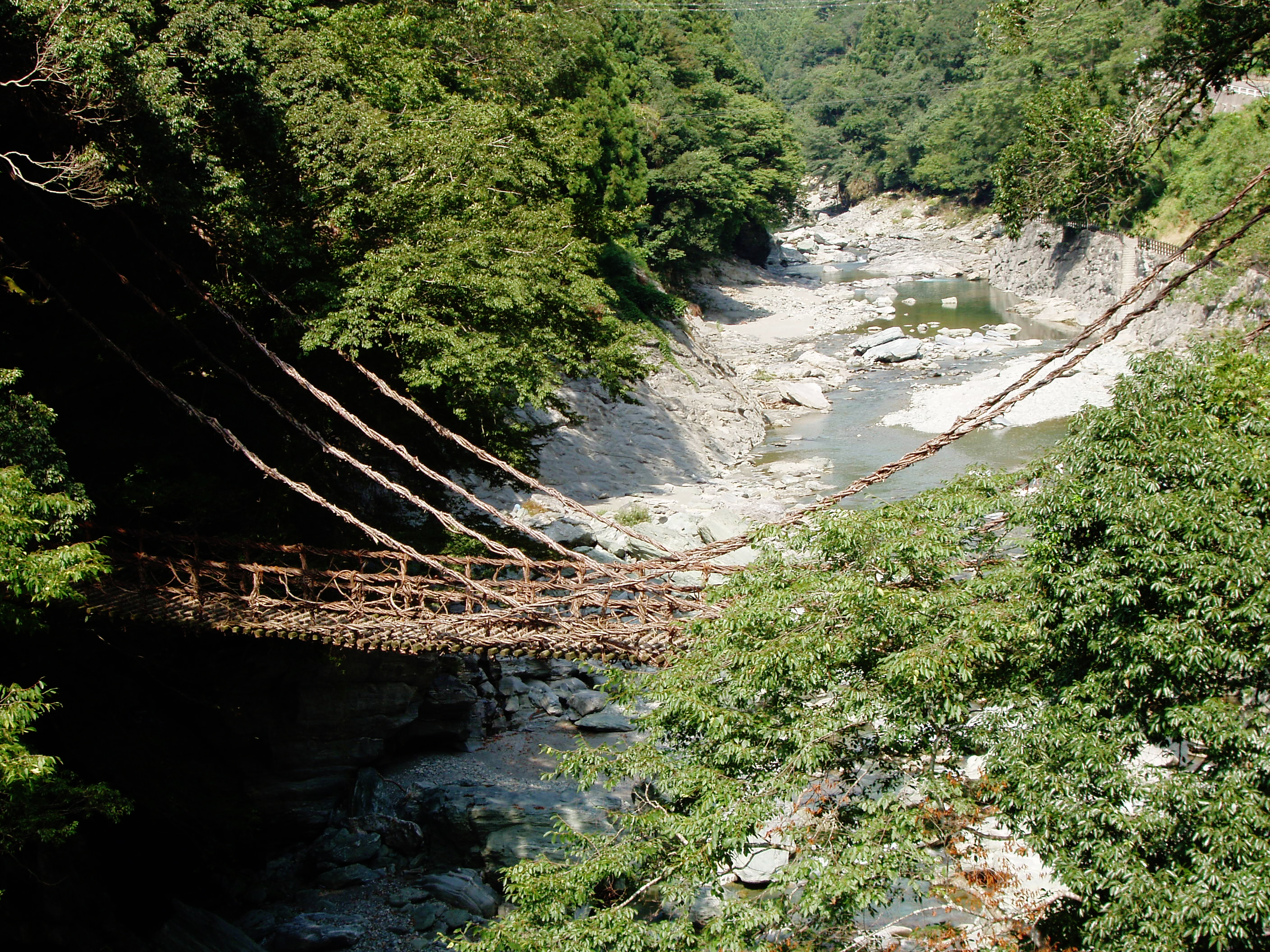
祖谷のかずら橋（三好市西祖谷山村善徳）

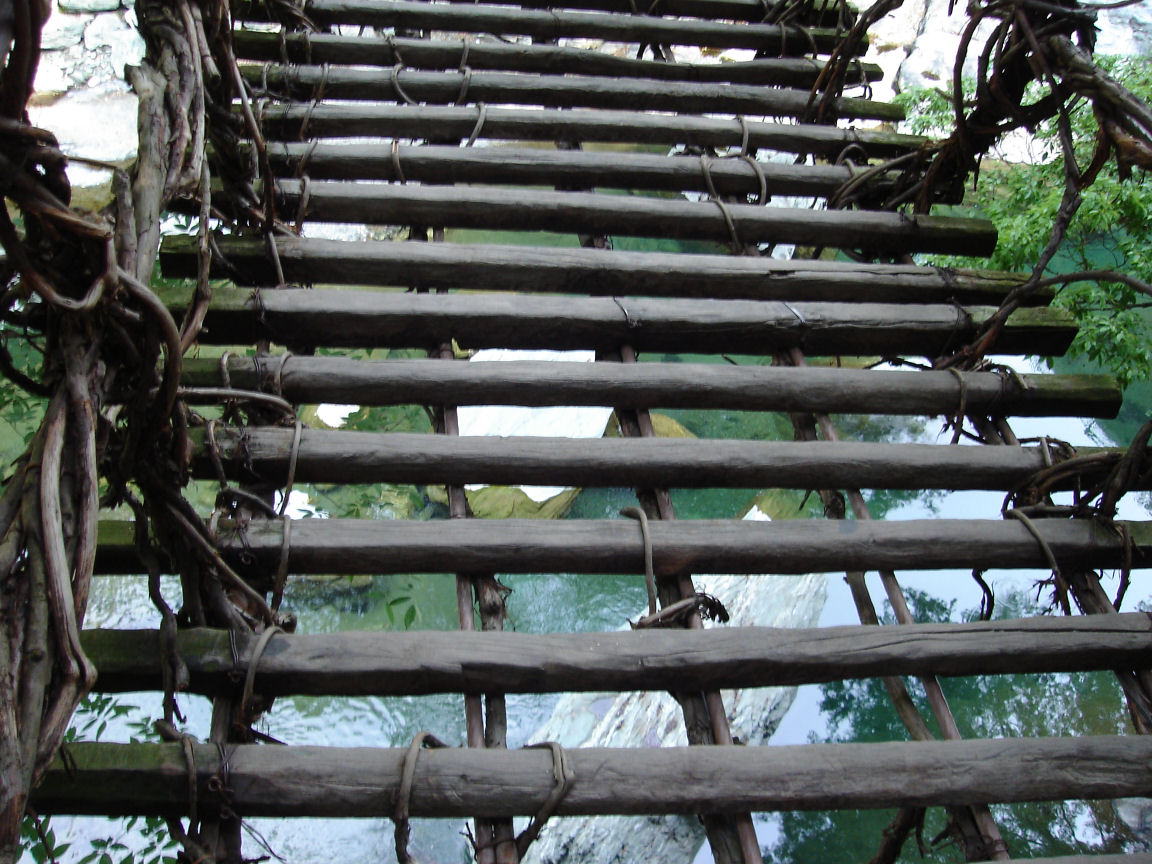
橋床のさな木

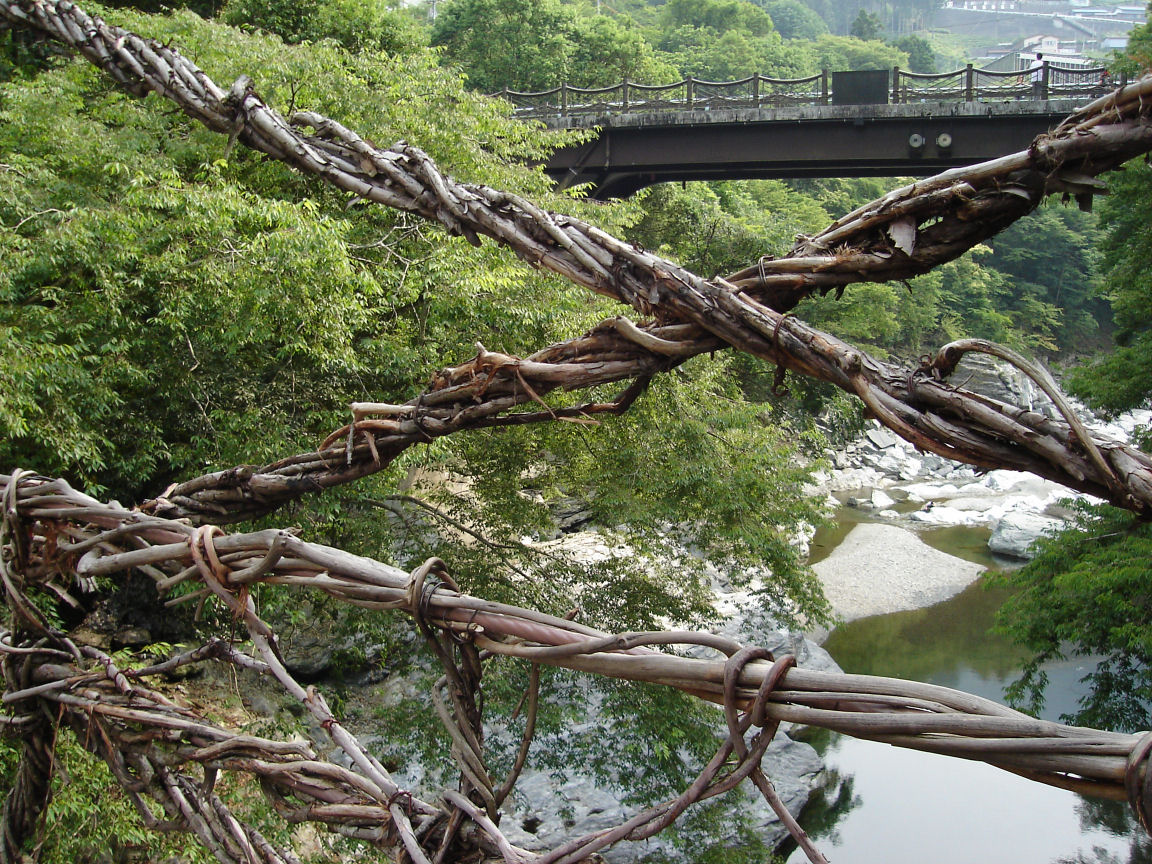
壁（側面）

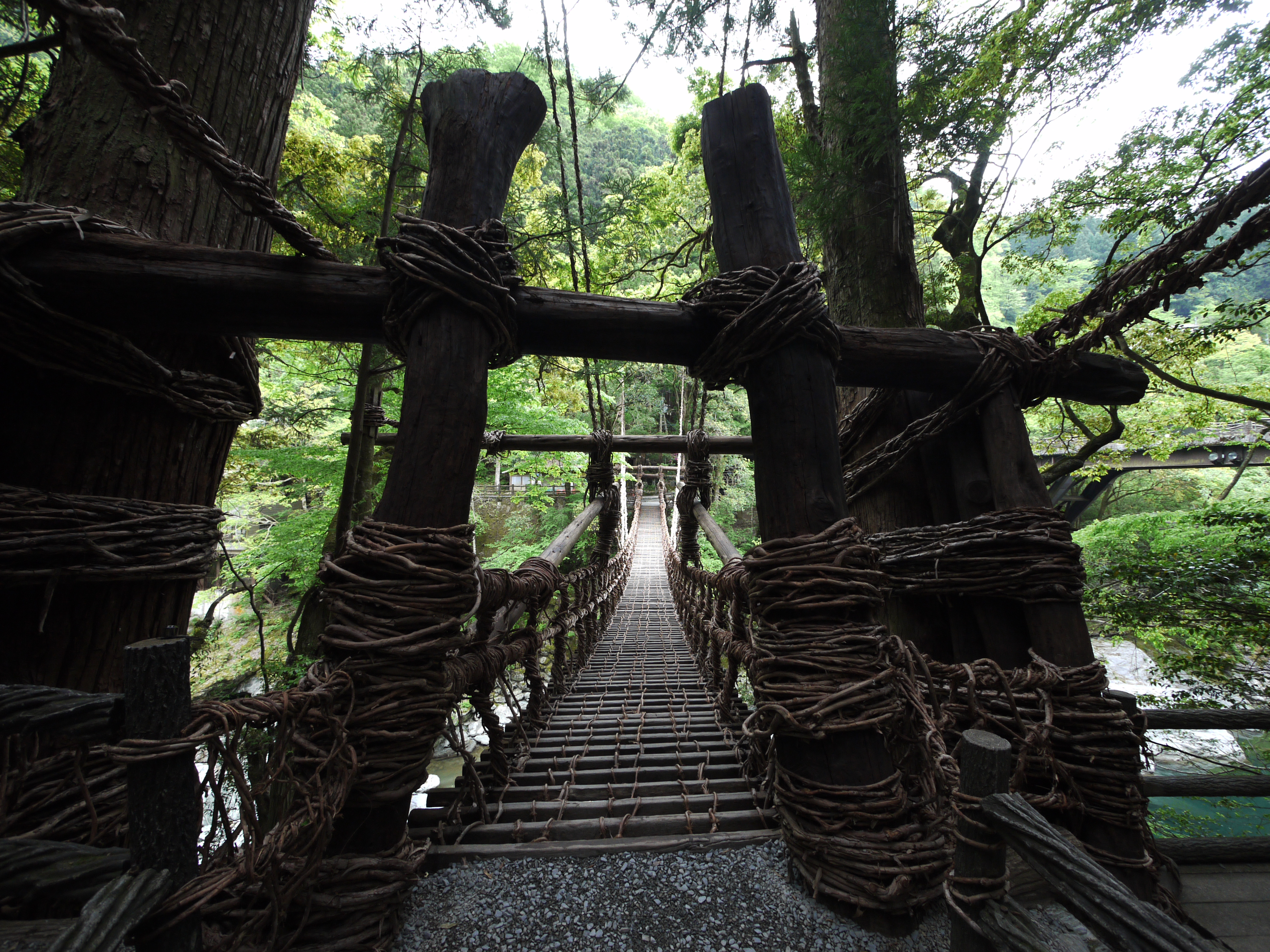
祖谷のかずら橋 入り口付近からの様子（2015年5月）

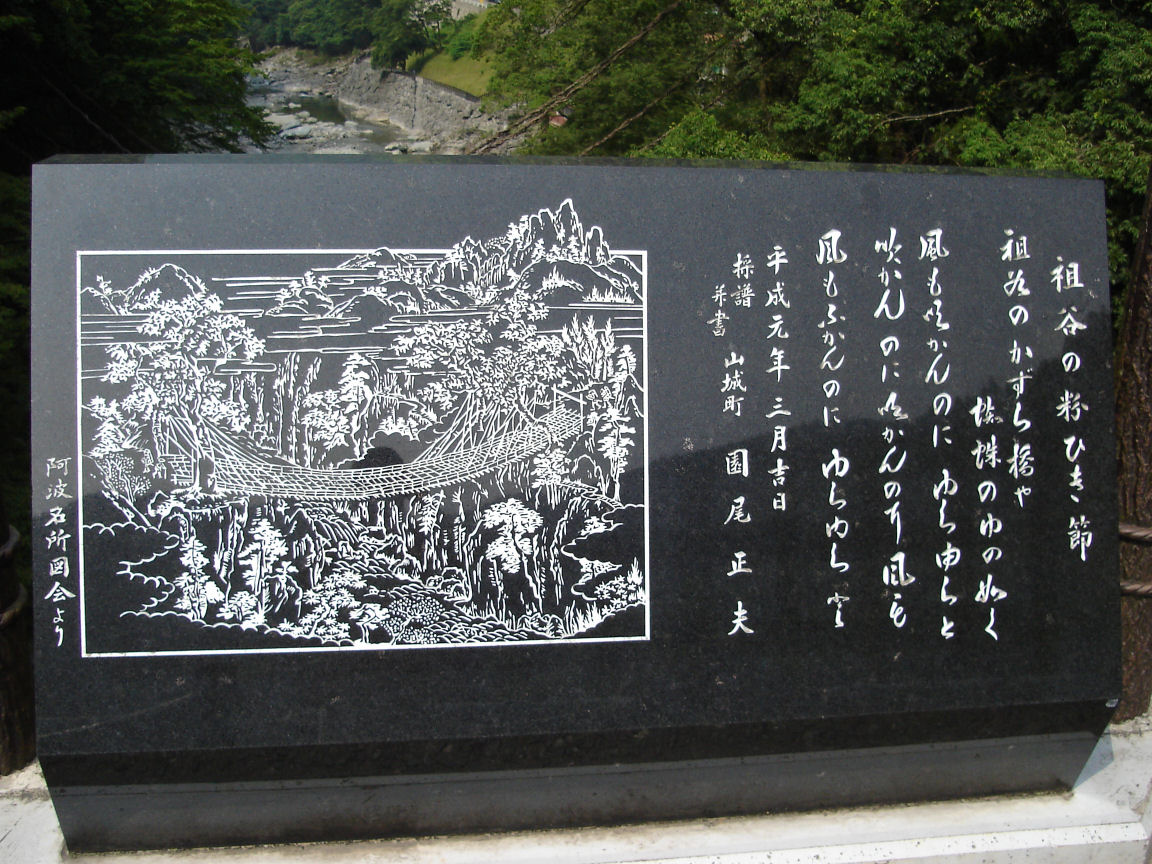
粉ひき節の石碑(「蜘蛛のゆ」とはクモの糸のこと)

かずら橋（かずらばし）は、サルナシ（しらくちかずら）などの葛類を使って架けられた原始的な吊橋。徳島県三好市の西祖谷山村善徳にあるものが著名である。さらにその奥地、同市東祖谷菅生にも2橋架けられている。また福井県今立郡池田町にも東祖谷の職人の協力によって観光用に造られたものがあり、いずれも人専用の橋である。

## 歴史
祖谷のかずら橋の場合、古文書によると、かつては7ないし13の橋が存在したとされる。最古のものは1646年（正保3年）の「阿波国図」にかずら橋が7つ存在したと記録されている。また1657年（明暦3年）「阿波国海陸度之の帳の写」の祖谷紀行には13のかずら橋があったとされる。
起源はその昔、空海が祖谷に来たとき困っている村民のために架けたとか、あるいは平家の落人がこの地に潜み、追手が迫ってもすぐ切り落とせるように葛を使って架設したとの伝説もあるが定かではない。

## 概要
現在の西祖谷山村善徳のかずら橋は長さ45m、幅2m、谷からの高さ14mで日本三奇橋の一つであり、重要有形民俗文化財である。大正時代に一度、ワイヤーを使った吊橋に架け替えられたが、1928年（昭和3年）、地域振興目的でかずら橋が復活された。ただし安全のためワイヤーは使われており、かずらはワイヤーを包み込む装飾とも言える。2022年10月時点で、入場料は大人550円、小学生350円、幼児無料。祖谷渓の西側から東側への一方通行となっている。
1970年に国鉄のディスカバー・ジャパンキャンペーンで登場したことで知名度が飛躍的に向上。現在でも年間35万人の観光客が通るため、老朽化が早い事から3年に一度架け替えが行われており、約1か月を要する。材料である太いかずらの調達は年々困難になってきており細いかずらを撚り合わせて使用しているという。使用するかずらは高知県産のシラクチカズラである。
東祖谷菅生のものは奥祖谷二重かずら橋と呼ばれ、男橋と呼ばれる長さ42mのものと女橋20mが並んで架かっている。いずれも人ひとり渡っても揺れ、床面も「さな木」と呼ばれる丸太や割木を荒く編んだだけであり、すき間から川面が望める。そういったこの橋の特徴をよく表す歌として「祖谷の粉ひき節」が知られている。
「祖谷のかずら橋」は、昭和61年度手づくり郷土賞（ふるさとが誇りとする橋）受賞。	
2012年10月、徳島県のかずら橋がトリップアドバイザーの企画「バゲットリスト」の「世界の徒歩吊り橋10選」に選ばれた。

## アクセス
三好市西祖谷山村善徳の『祖谷のかずら橋』まで
- 土讃線大歩危駅からバスで約30〜60分（便による）、車で約20分
  - 「かずら橋」バス停から徒歩3分、または「かずら橋夢舞台」バス停から徒歩5分

四国交通バスと三好市営バスがある。四国交通バスは、かずら橋・京上経由久保行きでは約30分だが、一宇・祖谷温泉経由かずら橋夢舞台行きでは約60分かかり、運賃はいずれも670円。また、久保行きは阿波池田バスターミナル発着であり、土讃線阿波池田駅からでは70分程度、運賃は1290円。三好市営バスは、日曜・祝日・正月三が日は運休するほか、山間部の険しいカーブが続く旧道を経由するため所要60分程度（トンネル経由のショートカット便は40分程度）、運賃920円。
- 大歩危峡からバスで約30〜60分（大歩危駅経由）

三好市東祖谷菅生の『奥祖谷二重かずら橋』まで
- 土讃線大歩危駅からバスで100分程度
  - 「二重かずら橋」バス停からすぐ

四国交通バス久保行きに乗車、途中の京上バス停（三好市東祖谷支所前）または終点の久保バス停で三好市営バス名頃線名頃・二重かずら橋経由剣山行きに乗り換え。但し、名頃バス停より先、二重かずら橋バス停までは例年4月1日から11月下旬までの土曜・日曜・祝祭日と、4月1日 - 5日（春休み）、4月22日 - 5月10日（ゴールデンウィーク）、7月11日 - 8月31日（夏休み）、10月1日 - 11月3日（紅葉時期）のみの運行であり、11月末より3月末までは運休する。また、午後の下り便（京上下発）はスクール便のため生徒の利用が優先となる。名頃バス停からでは約3キロ、徒歩40分。

## 他の場所のかずら橋

### 池田町のかずら橋（福井県）

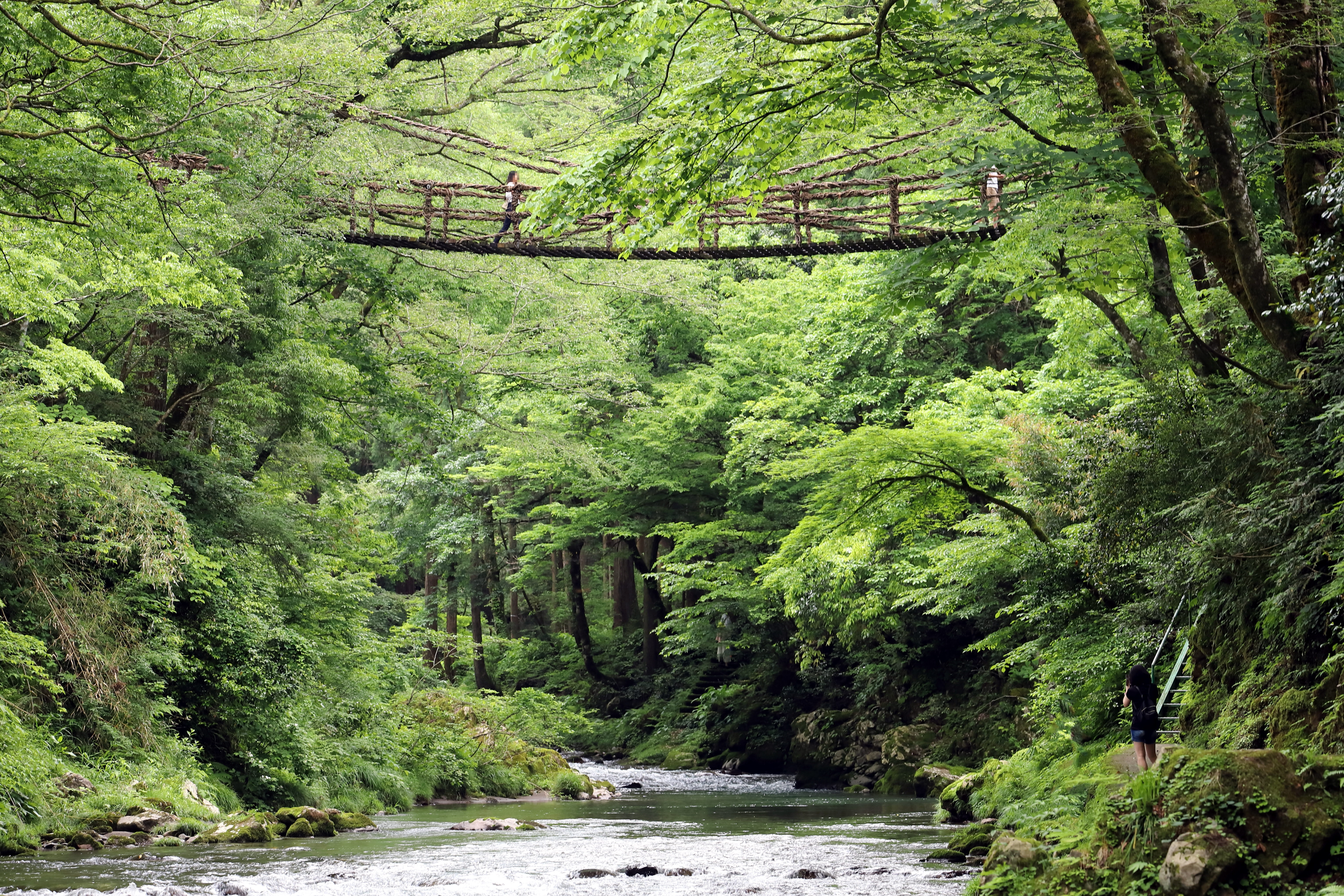
越前池田町のかずら橋

過疎対策の観光資源として、福井県今立郡池田町に1989年に創建。東祖谷から招いた職人らの指導のもと造られ、つる植物のシラクチカズラ（和歌山県産）は3年ごと、ワイヤや丸太の柱など橋の基礎は10年をめどに架け替えられている。 全長44メートル、高さ12メートル、通行料大人300円、冬季通行止め。

### 四国村のかずら橋
香川県高松市屋島のテーマパーク四国村にも、かずら橋が設置されている。